# Emder Jahrbuch für historische Landeskunde Ostfrieslands

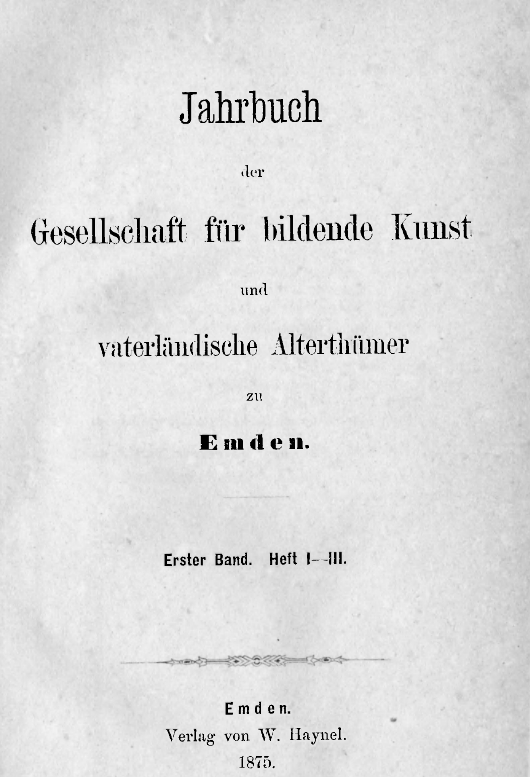
Titelblatt der Erstausgabe 1872

Das Emder Jahrbuch für historische Landeskunde Ostfrieslands (bis 1995: Jahrbuch der Gesellschaft für bildende Kunst und vaterländische Altertümer zu Emden) ist das einzige wissenschaftliche Periodikum Ostfrieslands. Es wird von der Ostfriesischen Landschaft, der Gesellschaft für bildende Kunst und vaterländische Altertümer zu Emden, dem Niedersächsischen Landesarchiv in Aurich sowie der Johannes a Lasco Bibliothek herausgegeben und erscheint jährlich im Verlag der Ostfriesischen Landschaft. Der erste Band erschien im Jahr 1872.

## Geschichte
1820 gründeten sechs Emder Bürger einen Kunstverein, der seit 1823 unter seinem heutigen Namen Gesellschaft für bildende Kunst und vaterländische Altertümer zu Emden (kurz: Emder Kunst, in lokalen Medien zuweilen auch einfach die Kunst) firmiert. In den 1860er Jahren organisierte der Verein Vorträge zur Geschichte Ostfrieslands. Diese trafen auf ein großes Interesse, so dass ab 1870 eine regelmäßige Reihe organisiert wurde. 1872 gab der Verein daraufhin unter dem Titel Jahrbuch der Gesellschaft für bildende Kunst und vaterländische Altertümer zu Emden erstmals ein Jahrbuch heraus und veröffentlichte darin die Ergebnisse der historischen und landeskundlichen Forschung Ostfrieslands. Die zweite Ausgabe erschien 1875. Ab 1881 erschien die Zeitschrift bis zum Ende des Ersten Weltkrieges nahezu jährlich in Heften. Die Wirtschaftskrise und die damit einhergehende Inflation führten ab den 1920er Jahren zu einer sehr unregelmäßigen Erscheinungsweise. Die Gesellschaft veröffentlichte ihre Jahrbücher in dieser Zeit lediglich 1920, 1925 und ab 1927 in Bänden. Auf dem Höhepunkt der Wirtschaftskrise konnte der 23. Band im Jahre 1932 nur mit Hilfe einer Spende aus der Schweiz erscheinen. Zur Zeit des Nationalsozialismus erschien die Zeitschrift von 1936 bis 1939 sowie 1942 jährlich unter der Schirmherrschaft des nationalsozialistischen Regierungspräsidenten Refardt.
Nach dem Zweiten Weltkrieg konzentrierte die Gesellschaft für bildende Kunst und vaterländische Altertümer zu Emden ihr Engagement auf ihre Sammlungen, die sie ab 1962 im Ostfriesischen Landesmuseum Emden ausstellte. Die Ostfriesische Landschaft übernahm daraufhin mit dem Niedersächsischen Staatsarchiv in Aurich (seit 2014: Niedersächsisches Landesarchiv [Standort Aurich]) die die Herausgeberschaft und sicherte damit den Fortbestand des Periodikums. Die erste Ausgabe nach dem Krieg erschien im Jahre 1950. In ihr wurden erstmals neben den jährlich erscheinenden Berichten der „Emder Kunst“ auch die jährlichen Berichte über die Arbeit des „Aubin-Kreises“ und ab 1952 die Berichte über den Arbeitskreis „Wissenschaft und Schrifttum“ der Ostfriesischen Landschaft im Jahrbuch abgedruckt. Daraus entwickelte sich später der jährliche „Bericht über Forschungsvorhaben und Veröffentlichungen der Ostfriesischen Landschaft“.
Seit 1995 sind die Johannes a Lasco Bibliothek sowie die Gesellschaft für bildende Kunst und vaterländische Altertümer zu Emden Mitherausgeber, seit 2003 auch die Gerhard ten Doornkaat Koolman-Stiftung. Gleichzeitig erhielt die Zeitschrift ab Ausgabe 75 (1995) ein neues Layout sowie den heutigen Titel „Emder Jahrbuch für historische Landeskunde Ostfrieslands“. Leiter der Redaktion sind Michael Hermann und Paul Weßels.
Die Ostfriesische Landschaft hat die Bände 1 (1872) bis 28 (1942) im Jahr 2011 digitalisiert und als Open Access online frei veröffentlicht. Im Jahr 2024 entschied die Redaktion, dass neue Bände zukünftig fünf Jahre nach Veröffentlichung digital freigeschaltet werden sollen. Die bisherigen Bände nach 1942 werden sukzessive digital aufbereitet und veröffentlicht.